# Prielestnoje
Prielestnoje (ros. Прелестное) – wieś w Rosji, w obwodzie biełgorodzkim, w rejonie prochorowskim. W 2010 liczyła 892 mieszkańców.